# Luhanszk
Luhanszk vagy Luganszk (ukránul: Луганськ, oroszul: Луганск), 1935–1958, valamint 1970–1990 között: Vorosilovgrád (ukránul: Ворошиловград, oroszul: Ворошиловград) város Ukrajnában, a főként orosz nyelvű Luhanszki terület székhelye. A 2019-es becslés szerint 403 938 lakosa van, és ezzel Ukrajna tizenegyedik legnépesebb városa. A Luhanszki Népköztársaság szakadár állam fővárosa.

## Földrajz
A Donyeci-hátságban, a Vilhivka és a Luhany összefolyásánál fekszik.

## Népessége
| Lakosok száma | 425 848 | 417 990 | 403 938 |
|               | 2013    | 2015    | 2019    |

## Történelem
Luhanszk 1795-re teszi születését, amikor Charles Gascoigne, egy brit iparmágnás fémgyártó üzemet létesített itt. Nagy vasöntővel rendelkezett, amelyben mozdonyokat és gépeket készítettek, ezenkívül iparát akkoriban a faggyúfőzés, a gyertyaöntés, a bőrgyártás; gabona-, marha-, bőr- és gyapjúkereskedés jellemezte. A városi rangot 1882-ben nyerte el.
20. század
1935 és 1958, valamint 1970 és 1990 között Vorosilovgrád volt a neve, a szovjet tábornok és politikus, Kliment Jefremovics Vorosilov után.
21. század

## Gazdaság
Fontos ipari központ, gépgyártása jelentős. A város egyik legnagyobb ipari vállalata a dízelmozdonyokat előállító Luhanszkteplovoz, ahol a MÁV M62 sorozatú dízelmozdonyok is készültek 1965 és 1978 között.

## Látnivalók
- Szent Péter Pál Székesegyház
- Szent Alexander Nyévszkij templom, hat "arany" hagymakupolás, tetőzete égkék színű
- Luhanszki Repülőgépjavító Üzem Légimúzeuma
- Szent Pantelejmon templom
- Zsinagóga
- Polovecki Szobor Parkmúzeum, 11-12. századi 1-4 m magas kőszobrok, készítőik az egykor itt élt nomád népek tagjai
- Tűzoltómúzeum
- O. Filberta festő lakásmúzeuma
- Vasutas Kultúrpalota (1910)
- Hotel Oktober, Julevicsna K. József tervei alapján 173 szobás hotel épült Vorosilovgrád közepén, mór-gót stílus keverve a cárizmus építészetével
- Kétszintes udvarház a Dália utcában (1800 körül), főhadiszállása 1918 márciusában a Vorosilov marsall vezette 5. Ukrán Hadseregnek
- Vlagyimir Dal Házmúzeuma (19. század eleje). Irodalmi múzeum. Vlagyimir Ivanovics Dal író (1801-1872) az Orosz Földrajzi Társaság alapítója.
- Területi Képzőművészeti Múzeum (Oblasznij Hudozsnij Muzej)
- Luhanszk Város Kultúra és Történeti Múzeuma
- Helytörténeti Múzeum

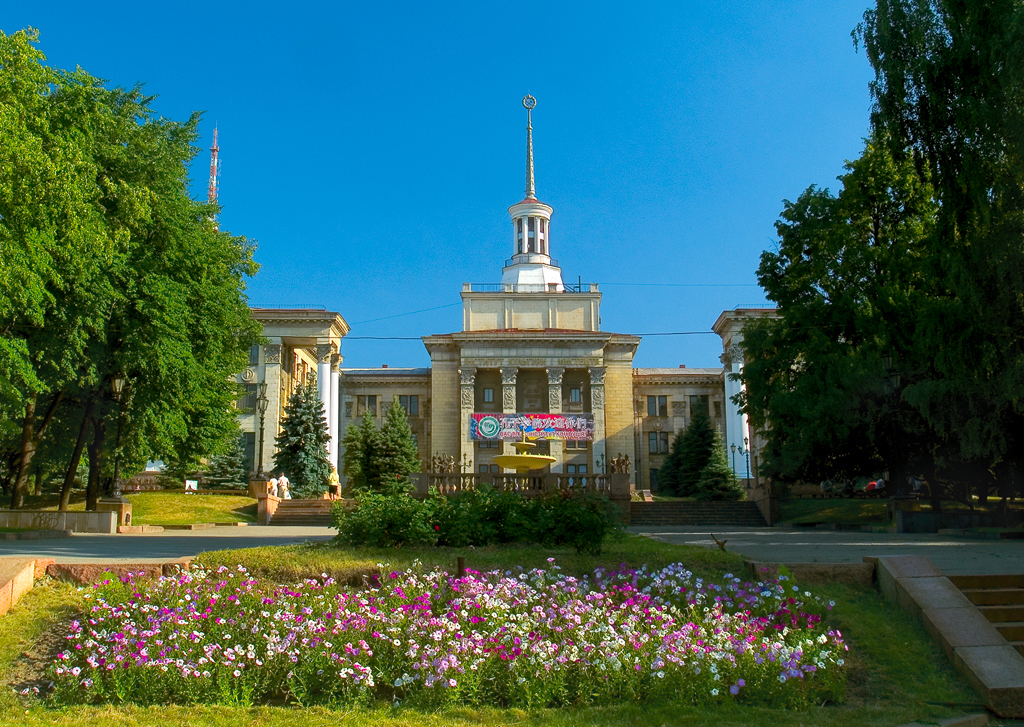
Az Egyetem épülete
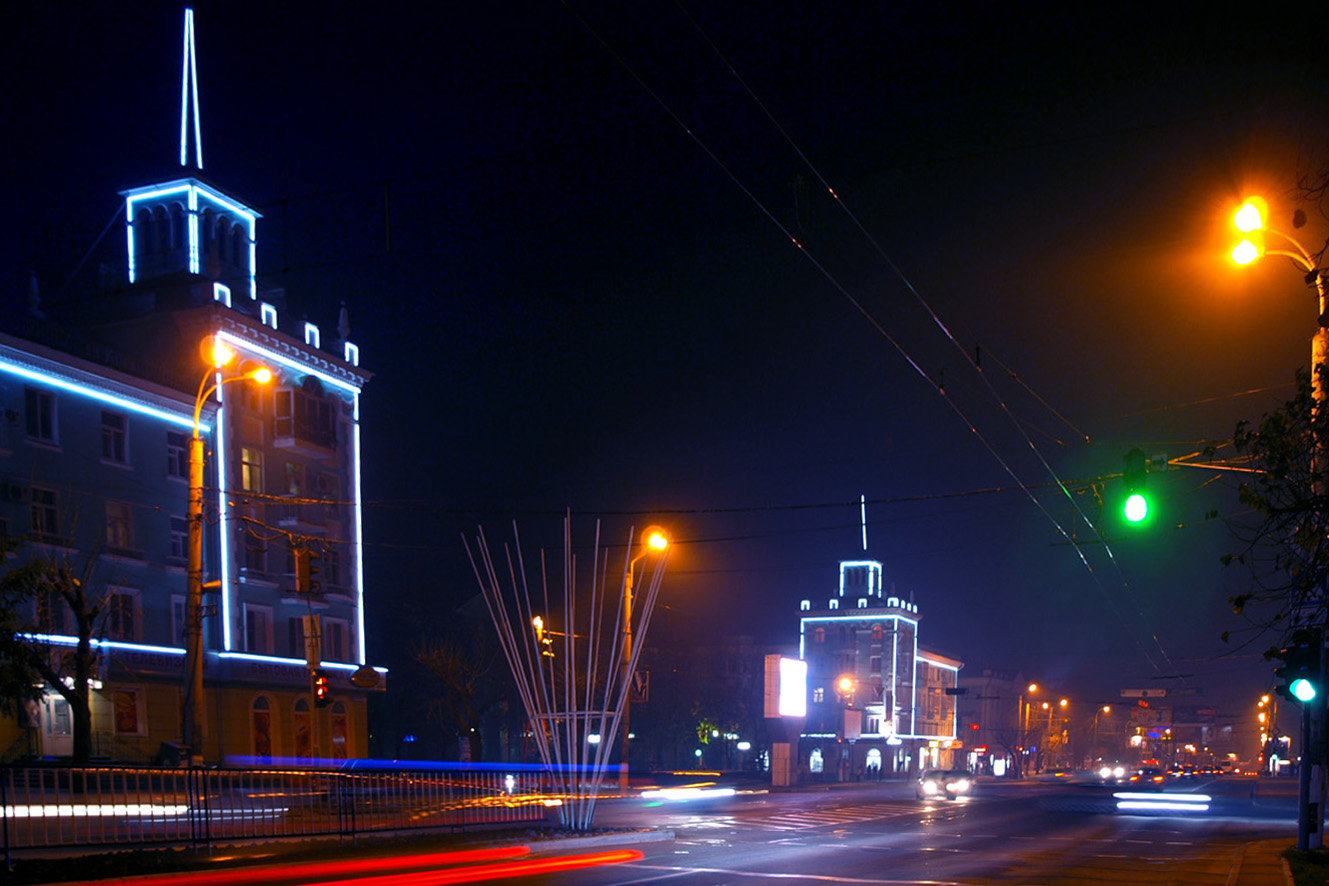
Radianska út éjjel
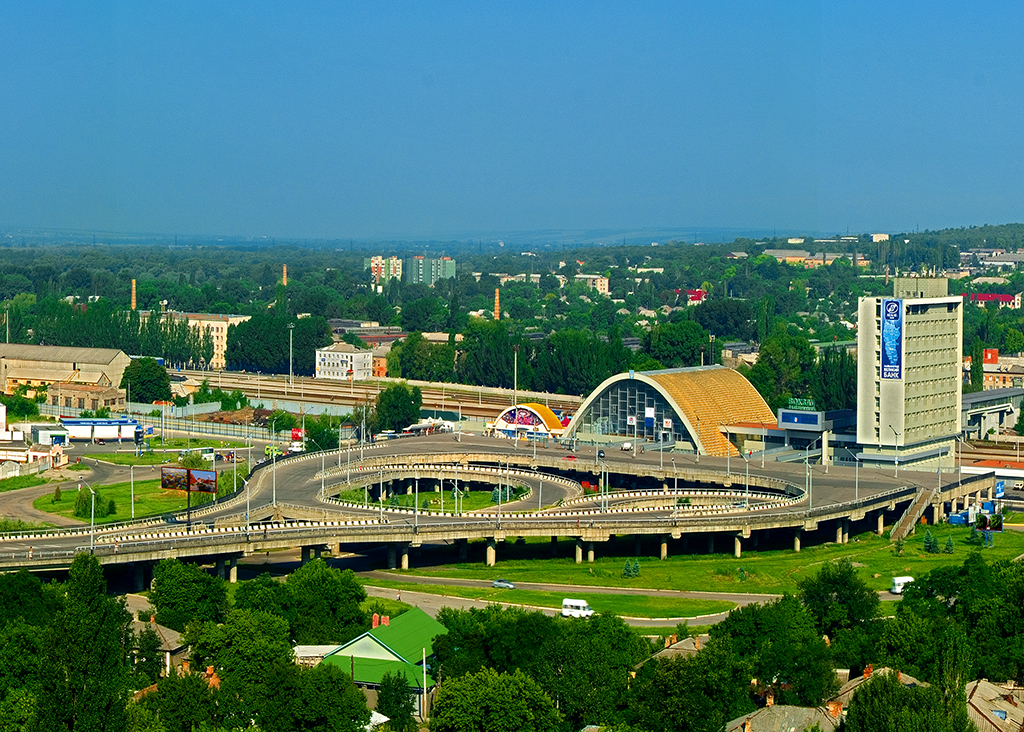
Vasútállomás
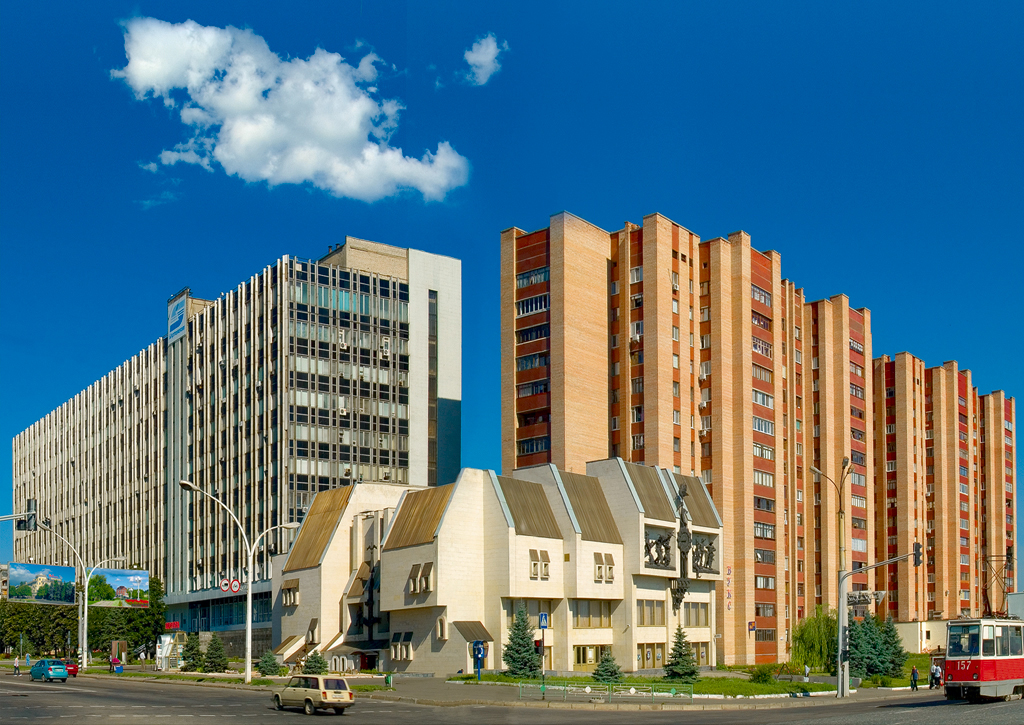
Városkép
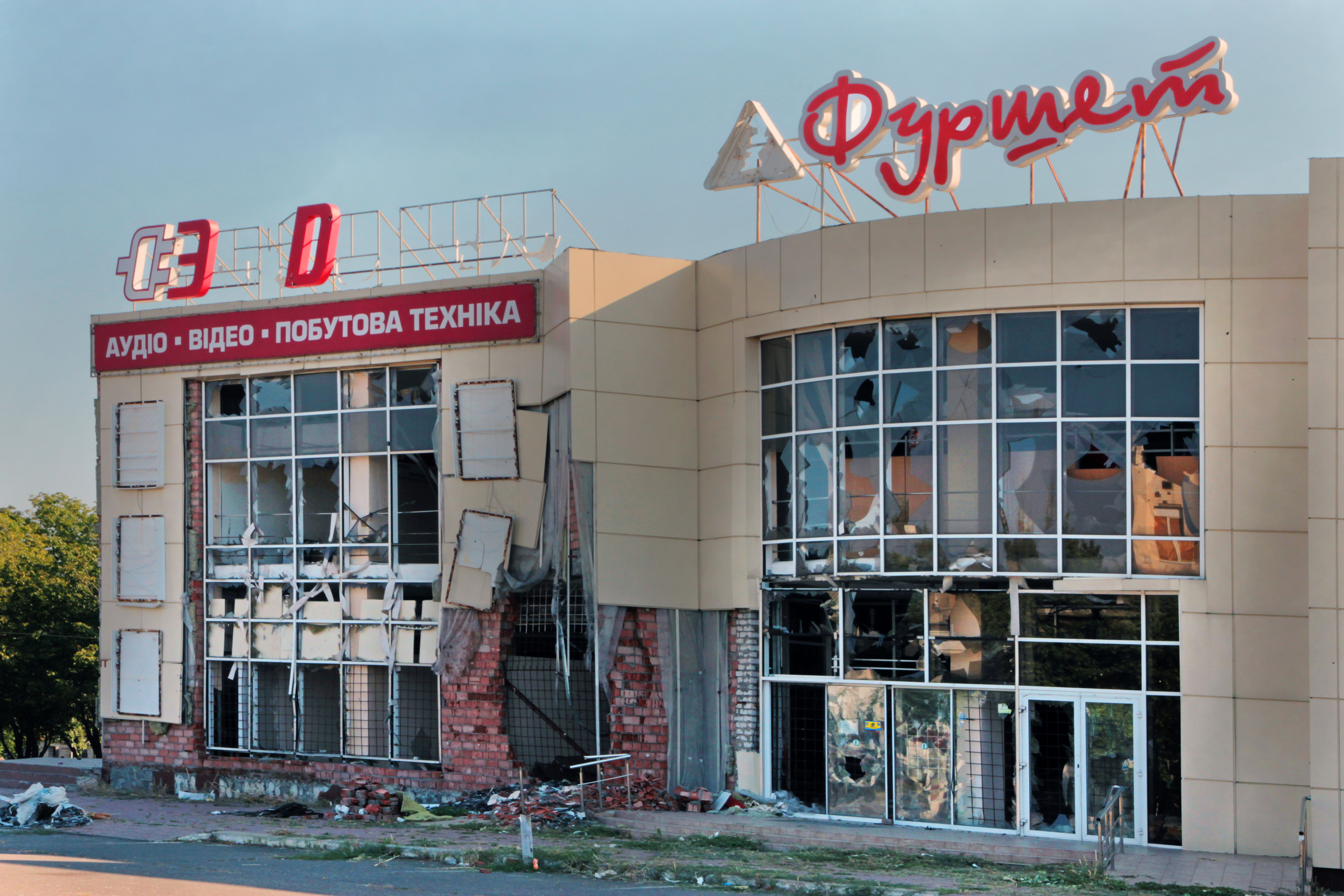
A donbászi háborúban szétlőtt áruház

## Sport
A város otthont ad az FK Zorja Luhanszk nevű focicsapatnak.

## Személyek
- Itt élt Kliment Jefremovics Vorosilov (1881–1969) politikus, hadvezér
- Itt született Szerhij Nazarovics Bubka (1963) rúdugró
- Itt született Viktor Szaveljevics Onopko (1969) labdarúgó

## Testvérvárosok
- Székesfehérvár
- Saint-Étienne, Franciaország